# أكاذيب كبيرة صغيرة
أكاذيب كبيرة صغيرة (بالإنجليزية: Big Little Lies) مسلسل قصير أمريكي من إنتاج إتش بي أو تم إنشاؤه وكتابته بواسطة ديفيد كيلي، استنادا إلى رواية كتبتها ليان موريارتي.  بدأ تصوير المسلسل في كانون الثاني / يناير 2016. المسلسل يتألف من سبع حلقات، جميعها من إخراج جين مارك فاليه. عرضت لأول مرة في 19 فبراير عام 2017 وانتهت في 2 أبريل 2017.
كشفت إتش بي أو في تموز / يوليو 2017، أن هناك إمكانية لعمل موسم ثاني وأنه طلب من موراتي كتابة قصة الموسم الثاني.

## الطاقم والشخصية

### الرئيسيون
- ريز ويذرسبون بدور مادلين مارثا «ماكنزي»
- نيكول كيدمان بدور سيليست رايت
- شايلين وودلي بدور جين تشابمان[8]
- الكسندر سكارسجارد بدور بيري رايت زوج سيليست[9]
- آدم سكوت بدور إيد ماكنزي، زوج مادلين
- زوي كرافيتز بدور بوني كارلسون، زوجة ناثان الثانية[10]
- جيمس تبر بدورا ناثان كارلسون، زوج مادلين السابق
- جيفري نوردلينج بدور غوردون كلاين، زوج ريناتا[11]
- لورا ديرن بدور ريناتا كلاين
- إيان أرميتاج بدور زيغي تشابمان، نجل جين (الموسم 2 أساسي، الموسم الأول ثانوي)

### الثانوية
- إيان ارميتاج بدور زيغي تشابمان، ابن جين
- سارة بيكر بدور ثيا كانينغهام
- بي جاي بيرن بدور مدير المدرسة
- سانتياغو كابريرا بدور يوسف
- هونغ تشاو بدور جاكي
- كيلين كولمان بدور هاربر ستيمسون
- ميرين دونجي بدور المخبر ادريان كوينلان
- فرجينيا بدور السيدة بارنز
- كلوي كولمان بدور سكاي كارلسون، ابنة بوني
- كاثرين نيوتن بدور ابيغيل،  الابنة الكبرى لمادلين
- مولي هيجان بدور الدكتور موريارتي
- لاري سوليفان  بدور أورين
- ديفيد موناهان بدور برنارد

## الاستقبال النقدي
تلقى أكاذيب كبيرة صغيرة اشادات واسعة من نقاد التلفزيون. موقع الطماطم الفاسدة سجل إعجاب بنسبة 92% من 88 مراجعة، ومتوسط تقييم 8/10. الناقد في الموقع ذكر عن المسلسل ما يلي: «مضحك بعنف وإدماني للغاية،  أكاذيب كبيرة صغيرة عبارة عن رحلة ملتوية مثيرة تقاد بواسطة طاقم من الدرجة الأولى.» بينما موقع ميتاكريتيك قيم العمل بدرجة 75 من 100، استنادا إلى 42 من النقاد، مشيرا إلى «مراجعات إيجابية».

## الجوائز
| الجائزة                         | الفئة                                                            | المرشحون                                       | النتيجة | Ref    |
| ------------------------------- | ---------------------------------------------------------------- | ---------------------------------------------- | ------- | ------ |
| جوائز الإيمي التاسعة والستون    | طاقم مميز في مسلسل قصير أو فيلم تلفزيوني                         | ديفيد روبن                                     | فوز     | [ 14 ] |
| جوائز الإيمي التاسعة والستون    | أفضل تصوير سينمائي في مسلسل قصير أو فيلم تلفزيوني                | إيف بيلانجر                                    | رُشِّح     | [ 14 ] |
| جوائز الإيمي التاسعة والستون    | أفضل تصميم لأزياء معاصرة في مسلسل أو مسلسل قصير أو فيلم تلفزيوني | أليكس فريدبيرغ، ريسا غارسيا، باتريشيا ماكلولين | فوز     | [ 14 ] |
| جوائز الإيمي التاسعة والستون    | أفضل إخراج في مسلسل قصير، أو فيلم تلفزيوني                       | جين-مارك فالي                                  | فوز     | [ 14 ] |
| جوائز الإيمي التاسعة والستون    | أفضل مسرحي الشعر في فيلم قصير أو فيلم تلفزيوني                   | ميشيل سيغليا، ونيكول سي ولونا فيجي             | رُشِّح     | [ 14 ] |
| جوائز الإيمي التاسعة والستون    | أفضل ممثلة رئيسية في مسلسل قصير أو فيلم تلفزيوني                 | نيكول كيدمان                                   | فوز     | [ 14 ] |
| جوائز الإيمي التاسعة والستون    | أفضل ممثلة رئيسية في مسلسل قصير أو فيلم تلفزيوني                 | ريز ويذرسبون                                   | رُشِّح     | [ 14 ] |
| جوائز الإيمي التاسعة والستون    | أفضل مسلسل قصير                                                  | أكاذيب كبيرة صغيرة                             | فوز     | [ 14 ] |
| جوائز الإيمي التاسعة والستون    | أفضل ميك ا ب ارتيست في مسلسل قصير أو فيلم تلفزيوني               | ستيف أرتمونت، نيكول أرتمونت، أنجيلا ليفين      | رُشِّح     | [ 14 ] |
| جوائز الإيمي التاسعة والستون    | أفضل إشراف موسيقي                                                | سوزان جيكوبس                                   | فوز     | [ 14 ] |
| جوائز الإيمي التاسعة والستون    | دمج صوت مميز في مسلسل قصير أو فيلم تلفزيوني                      | غافن فرناندس، لويس جيجناك وبريندان بيبي        | رُشِّح     | [ 14 ] |
| جوائز الإيمي التاسعة والستون    | أفضل ممثل مساند في مسلسل قصير أو فيلم تلفزيوني                   | الكسندر سكارسجارد                              | فوز     | [ 14 ] |
| جوائز الإيمي التاسعة والستون    | أفضل ممثلة مساند في مسلسل قصير أو فيلم تلفزيوني                  | لورا ديرن                                      | فوز     | [ 14 ] |
| جوائز الإيمي التاسعة والستون    | أفضل ممثلة مساند في مسلسل قصير أو فيلم تلفزيوني                  | شايلين وودلي                                   | رُشِّح     | [ 14 ] |
| جوائز الإيمي التاسعة والستون    | أفضل كتابة في مسلسل قصير أو فيلم تلفزيوني                        | ديفيد إي. كيلي                                 | رُشِّح     | [ 14 ] |
| جوائز جمعية نقاد التلفزيون ال33 | الإنجاز الفردي في الدراما                                        | نيكول كيدمان                                   | رُشِّح     | [ 15 ] |
| جوائز جمعية نقاد التلفزيون ال33 | الإنجاز المتميز في الأفلام التلفزيونية، والمسلسلات القصيرة       | أكاذيب كبيرة صغيرة                             | فوز     | [ 15 ] |
| جوائز جمعية نقاد التلفزيون ال33 | برنامج السنة                                                     | أكاذيب كبيرة صغيرة                             | رُشِّح     | [ 15 ] |

## روابط خارجية
- أكاذيب كبيرة صغيرة على موقع IMDb (الإنجليزية)
- أكاذيب كبيرة صغيرة على موقع ميتاكريتيك (الإنجليزية)
- أكاذيب كبيرة صغيرة على موقع روتن توميتوز (الإنجليزية)
- أكاذيب كبيرة صغيرة على موقع أول موفي (الإنجليزية)
- أكاذيب كبيرة صغيرة على موقع فيلمافينيتي (الإسبانية)
- أكاذيب كبيرة صغيرة على موقع ليتربوكسد (الإنجليزية)
- أكاذيب كبيرة صغيرة على موقع كينوبويسك (الروسية)
- أكاذيب كبيرة صغيرة على موقع ألو سيني (الفرنسية)
- أكاذيب كبيرة صغيرة على موقع قاعدة بيانات الفيلم (الإنجليزية)